# わすれな歌
『わすれな歌』（原題「มนต์รักทรานซิสเตอร์（MON-RAK TRANSISTOR）」、英題「TRANSISTOR LOVE STORY」）は、2001年にタイで作られた映画。
結婚してすぐ、徴兵により離れ離れになってしまった主人公ペンとサダウの物語。サダウへの思いを込めたペンの切ない歌とともにコミカルなストーリーが展開する。

## 出演
| 役名           | 俳優                         | 日本語吹替 |
| -------------- | ---------------------------- | ---------- |
| ベン           | スパコン・ギッスワーン       | 平田広明   |
| サダウ         | シリヤゴーン・プッカウェート | 日髙のり子 |
| サダウの父     | プラシット・ウォンラックタイ | 青野武     |
| ダーオ         | ポーンティップ・パーパナイ   | 柳沢真由美 |
| スワット       | ソムレック・サックディクン   | 小杉十郎太 |
| ヨート         | ブラック・ポムトン           | 中村秀利   |
| ギアットサック | アマラット・ニッティポン     | 置鮎龍太郎 |
| シアオ         | アンポン・ラッタウォン       | 室園丈裕   |